# Бард Лучник
Бард (англ. Bard) — персонаж роману-казки Дж. Р. Р. Толкіна «Гобіт, або Туди і звідти», чоловік з Озерного Міста, що вбиває дракона Смоґа та згодом стає королем Долу.

## Літературний аналіз
Автор «Історії „Гобіта“» Джон Рейтліфф відзначає паралелі Барда з Віґлафом із давньоанглійської поеми «Беовульф», який також походить із королівського роду, з'являться в історії досить пізно, коли наважується кинути виклик драконові, тоді як його товаришам не вистачає на це сміливості, й унаслідок перемоги над змієм стає королем. У творах Толкіна Бард — літературний попередник Араґорна. Обидва перемагають надзвичайно могутнього ворога своєї династії, що знищив їхню батьківщину, відновлюють своє королівство та започатковують нову династію, володіння якої знову розквітають.
На думку дослідника творчості Толкіна Тома Шиппі, одна з головних особливостей «Гобіта» — «зіткнення» сучасного стандарту поведінки, представленого Більбо Торбином, зі стародавнім, що характерний для епічних героїв, які оточують гобіта.  Цей контраст проявляється переважно через стилістику мови персонажів. Якщо переговори Барда з гномом Торіном сповнені архаїчної лексики й запозичені безпосередньо з ісландських саг, то його розмова з Більбо — діалог «героя» і «бізнесмена». Натомість тип героїчної поведінки, який виявляє Бард, значною мірою властивий часам Толкіна. Побачивши наближення дракона, Бард, на відміну від стародавнього героя Беовульфа, не готує до бою власну зброю, а організовує оборону міста й віддає накази, демонструючи якості піхотного офіцера XX століття. Під його керівництвом жителі міста руйнують міст, заготовляють посудини з водою і готують до бою стріли та дротики, що служить середземським еквівалентом збору боєприпасів і копання траншей. У підсумку, перемога Барда над драконом досягнута завдяки невластивій давнім часам дисципліні, а вся сцена нападу на Озерне Місто витримана в дусі Першої світової війни, учасником якої був Толкін.